# جزیره‌های آشمور و کارتیر
جزیره‌های آشمور و کارتیر (به انگلیسی: Ashmore and Cartier Islands) دو گروه جزیره کوچک و کم‌ارتفاع واقع در منطقه گرمسیری اقیانوس هند می‌باشند. این جزیره‌ها در جنوب اندونزی و در شمال استرالیا قرار دارند و بخشی از سرزمین‌های بیرونی استرالیا محسوب می‌شوند.

## جغرافیا
قلمرو گروه جزیره‌های آشمور (در سمت غرب) و کارتیر (در سمت شرق) در مجموع ۱۹۹٫۴۵ کیلومتر مربع است که در داخل مرجان‌های دریایی قرار دارد. از این مساحت حدود ۱۱۴٫۴۰۰ کیلومتر مربع را خشکی تشکیل می‌دهد. این سرزمین تا سال ۲۰۰۷ توسط کانبرا و به وسیلهٔ وزارت دادگستری کشور استرالیا اداره می‌شد؛ ولی از آن سال به وزارت حمل و نقل واگذار شد.

## بوم‌شناسی
این جزیره‌ها از سال ۱۹۸۳ به عنوان منطقه حفاظت شده دریایی محسوب می‌شود. تنوع زیستی در این جزیره‌ها بسیار زیاد است. همچنین در سمت غرب این جزیره‌ها در دریای تیمور و آرافورا ۱۴ گونه متفاوت از مار دریایی بیشتر از هر منطقه دیگری وجود دارد. علاوه بر این وجود صخره‌های مرجانی و وجود آبزیان فراوان بر اهمیت این منطقه افزوده‌است. تفاهم‌نامه بین دولت‌های استرالیا و اندونزی باعث گردید تا ماهیگیران اندونزیایی محدودیت بیشتری در این مناطق داشته باشند.

## اقتصاد و مهاجرت
هیچ فعالیت اقتصادی در این جزیره‌ها جریان ندارد. جزیره آشمور که نزدیک‌ترین بخش از خاک استرالیا به اندونزی بود پناهگاه محبوبی برای حمل و نقل مهاجرین و پناهجویان توسط قاچاقچیان به استرالیا شده‌است. زمانی که آن‌ها وارد این جزایر می‌شدند ادعا می‌کردند که وارد خاک استرالیا شده و تمایل دارند که پناهندگی بگیرند. این مورد به تدریج باعث بدنامی این منطقه شد در زمانی که تعدادی از پناهندگان سیاسی به این جزیره‌ها فرار کردند.

## نگارخانه

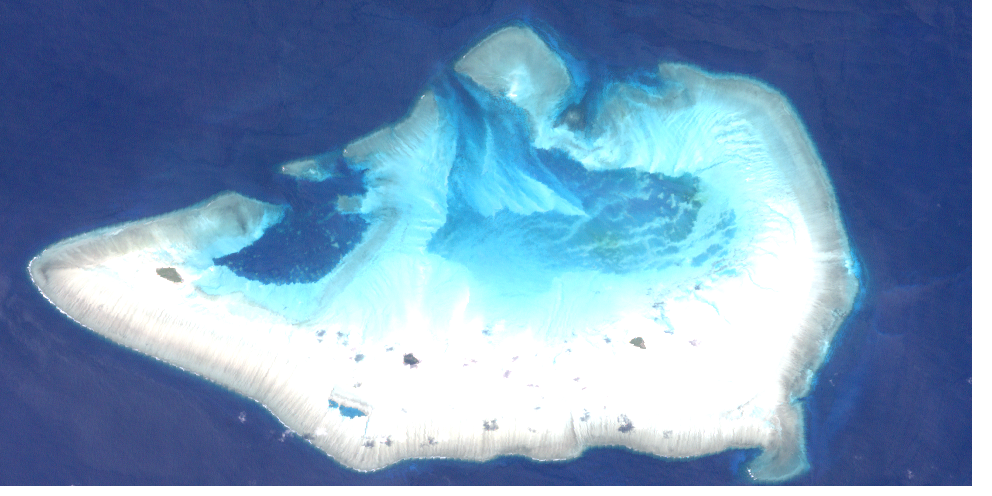
محدوده جزیره آشمور
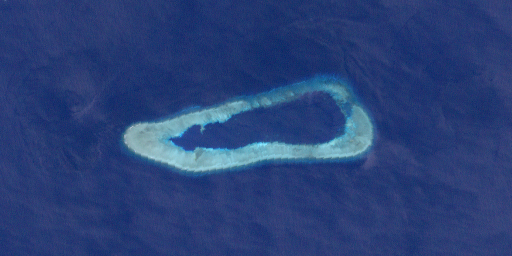
محدوده جزیره هیبرنیا
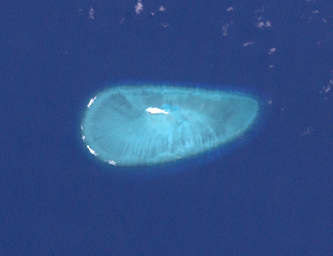
محدوده جزیره کارتیر